# Straminergon stramineum
Straminergon stramineum là một loài Rêu trong họ Amblystegiaceae. Loài này được (Dicks. ex Brid.) Hedenas miêu tả khoa học đầu tiên năm 1993.